# Territori català lliure
El territori català lliure és el conjunt de municipis i comarques de Catalunya que han proclamat, per acord del seu ple, que en el seu terme l'ordenament jurídic espanyol (constitució, lleis orgàniques, lleis ordinàries, decrets i reglaments) hi regeix provisionalment, a l'espera que el govern i el Parlament de Catalunya elaborin un cos legislatiu de naturalesa constitucional propi, tal com abans havia existit amb els Usatges de Barcelona i les Constitucions catalanes, en ple vigor fins als Decrets de Nova Planta, que assumeixi la plena sobirania política de Catalunya mitjançant la proclamació d'un nou estat.
El procés de proclamació s'inicia mitjançant la presentació d'una moció per part d'un grup polític en un ajuntament. Posteriorment, després del seu debat en ple ordinari o extraordinari, se sotmet aquesta a aprovació per votació dels regidors, com a representació de l'autoritat local del municipi i, si obté la majoria suficient, s'aprova i el municipi esdevé «territori català lliure».

## Història

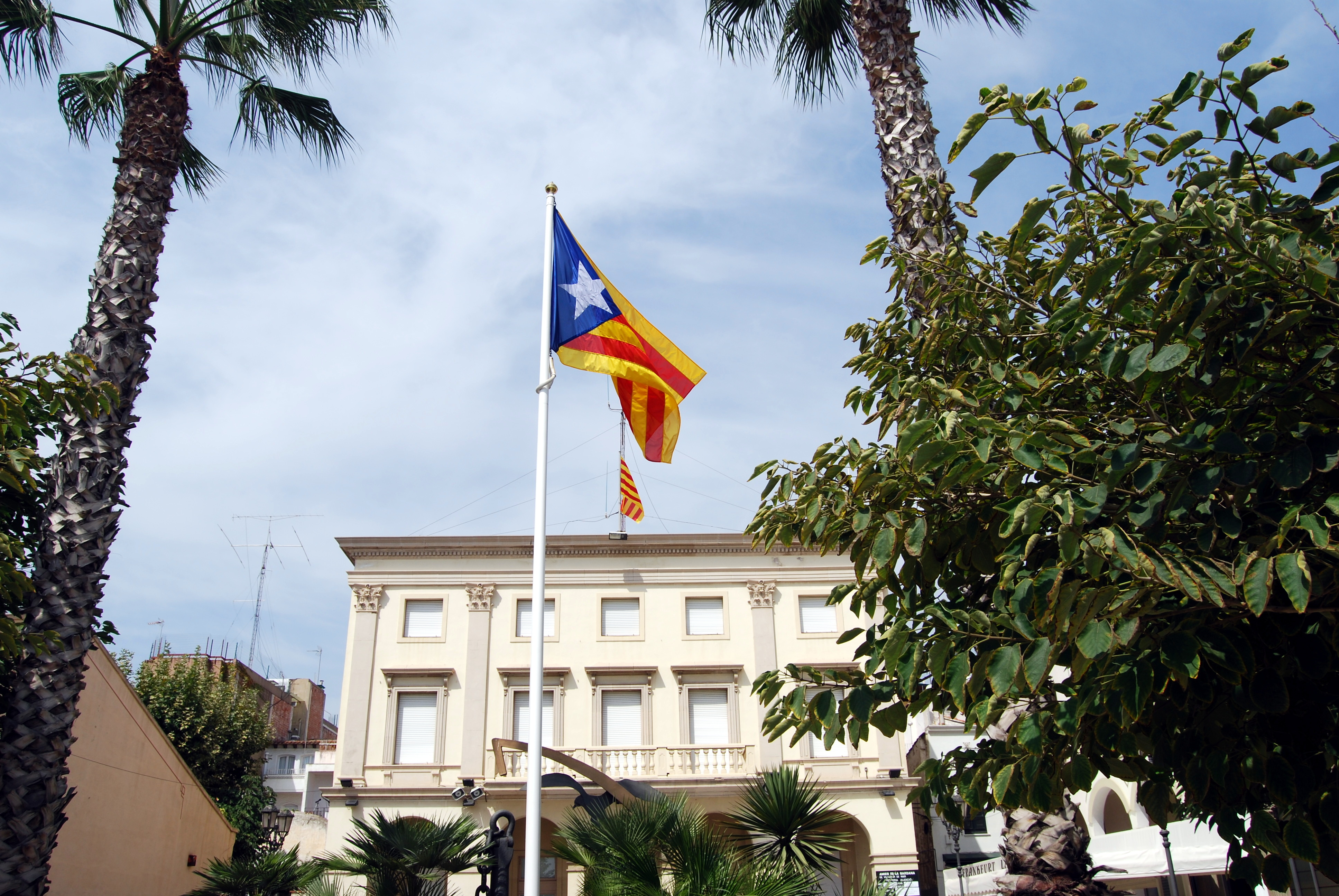
Estelada a l'Ajuntament de Vilassar de Mar, municipi proclamat Territori català lliure

Territori català lliure és el nom amb què l'ajuntament en ple de Sant Pere de Torelló va definir el seu municipi el 3 de setembre de 2012, i fou el primer de Catalunya a donar-li aquest nom. Des de la seva nova condició, el govern de l'ajuntament de Sant Pere de Torelló ha anunciat que la festivitat del 12 d'octubre, dia de la Hispanitat i festa d'àmbit nacional a Espanya, es converteix en dia feiner, i entra en conflicte en matèria de legislació espanyola.
L'ajuntament de Calldetenes declarà el municipi territori català lliure el 3 de setembre de 2012 amb les mateixes idees d'independència de Catalunya i provisionalitat de lleis espanyoles que Sant Pere de Torelló. Ha estat el segon a fer-ho i ha aprovat la moció tres quarts d'hora després que Sant Pere de Torelló, però en el mateix dia. El 6 de setembre de 2012, el municipi de Cervià de les Garrigues es declarà territori català lliure, i és el primer municipi de la província de Lleida a fer-ho. El 10 de setembre de 2012, els municipis de la Bisbal del Penedès i Marçà també es declararen territori català lliure, i són els primers municipis de la província de Tarragona a fer-ho. Arenys de Munt va dur a terme la declaració el 13 de setembre de 2012, declarant-se territori lliure i sobirà, coincidint amb el III aniversari de la primera consulta popular sobre la independència. Hi ha municipis que han preferit declarar-se simbòlicament territori català lliure en el preàmbul de la moció, com per exemple Vilassar de Dalt. Actualment, Sant Cugat del Vallès, Tàrrega i Vacarisses s'estan plantejant ser els següents municipis lliures.
També hi ha alguns municipis que han optat per aprovar mocions sobiranistes, però sense declarar-se explícitament territori català lliure, com per exemple Tàrrega.
Després d'un mes de la primera declaració municipal, la premsa donava la dada que ja hi havia 660.000 catalans "lliures".
L'11 d'octubre de 2012 es va produir la primera declaració comarcal. El Consell Comarcal de la Garrotxa va aprovar la moció de la declaració de territori català lliure i sobirà. També el mateix dia el Consell Comarcal de l'Alt Penedès aprovava donar suport als municipis que aprovin dita moció, penjant al balcó de la seu del Consell Comarcal la bandera estelada com a símbol dels anhels sobirans del poble de Catalunya.
A finals de 2012, el govern espanyol mitjançant l'advocacia de l'estat va mostrar la intenció de denunciar els ja prop de dos-cents ajuntaments declarats territori català lliure.

## Municipis declarats
D'ençà el 3 de setembre de 2012, en què el primer municipi es va declarar Territori Català Lliure, fins avui, un mínim conegut de 197 municipis de Catalunya, repartits en 38 comarques, s'han declarat Territori Català Lliure (els quals representen un 20,8% del total), així com 5 consells comarcals.
| Núm. | Municipi                                    | Població (2011) | Comarca           | Data de declaració     | Referències     |
| ---- | ------------------------------------------- | --------------- | ----------------- | ---------------------- | --------------- |
| 1    | Sant Pere de Torelló                        | 2.423           | Osona             | 3 de setembre de 2012  | [ 16 ]          |
| 2    | Calldetenes                                 | 2.426           | Osona             | 3 de setembre de 2012  | [ 17 ]          |
| 3    | Cervià de les Garrigues                     | 808             | Garrigues         | 6 de setembre de 2012  | [ 18 ]          |
| 4    | Marçà                                       | 638             | Priorat           | 10 de setembre de 2012 | [ 19 ] [ 20 ]   |
| 5    | La Bisbal del Penedès                       | 3.373           | Baix Penedès      | 10 de setembre de 2012 | [ 21 ]          |
| 6    | Premià de Dalt                              | 10.168          | Maresme           | 10 de setembre de 2012 | [ 22 ]          |
| 7    | Arenys de Munt                              | 8.500           | Maresme           | 13 de setembre de 2012 | [ 23 ]          |
| 8    | Bolvir                                      | 393             | Cerdanya          | 15 de setembre de 2012 | [ 24 ]          |
| 9    | Vic                                         | 40.900          | Osona             | 17 de setembre de 2012 | [ 25 ]          |
| 10   | Tortosa                                     | 34.432          | Baix Ebre         | 17 de setembre de 2012 | [ 26 ]          |
| 11   | Seva                                        | 3.412           | Osona             | 17 de setembre de 2012 | [ 27 ]          |
| 12   | Argentona                                   | 11.776          | Maresme           | 17 de setembre de 2012 | [ 28 ]          |
| 13   | Celrà                                       | 4.772           | Gironès           | 18 de setembre de 2012 | [ 29 ]          |
| 14   | Ullastrell                                  | 1.904           | Vallès Occidental | 19 de setembre de 2012 | [ 30 ]          |
| 15   | Sant Llorenç de Morunys                     | 1.032           | Solsonès          | 19 de setembre de 2012 | [ 31 ]          |
| 16   | Vallfogona de Ripollès                      | 223             | Ripollès          | 20 de setembre de 2012 | [ 32 ]          |
| 17   | Collbató                                    | 4.242           | Baix Llobregat    | 20 de setembre de 2012 | [ 33 ]          |
| 18   | Sant Jaume de Llierca                       | 774             | Garrotxa          | 20 de setembre de 2012 | [ 34 ]          |
| 19   | Valls                                       | 25.016          | Alt Camp          | 21 de setembre de 2012 | [ 35 ]          |
| 20   | Vilablareix                                 | 2.401           | Gironès           | 21 de setembre de 2012 | [ 36 ]          |
| 21   | Orpí                                        | 172             | Anoia             | 21 de setembre de 2012 | [ 37 ]          |
| 22   | Carme                                       | 836             | Anoia             | 21 de setembre de 2012 | [ 37 ]          |
| 23   | Tavèrnoles                                  | 307             | Osona             | 24 de setembre de 2012 | [ 38 ]          |
| 24   | Cruïlles, Monells i Sant Sadurní de l'Heura | 1.282           | Baix Empordà      | 24 de setembre de 2012 | [ 39 ]          |
| 25   | Navàs                                       | 6.171           | Bages             | 24 de setembre de 2012 | [ 40 ] [ 41 ]   |
| 26   | Sant Andreu de Llavaneres                   | 10.406          | Maresme           | 24 de setembre de 2012 | [ 42 ]          |
| 27   | Sant Gregori                                | 3.280           | Gironès           | 24 de setembre de 2012 | [ 43 ]          |
| 28   | Els Prats de Rei                            | 532             | Anoia             | 24 de setembre de 2012 | [ 44 ]          |
| 29   | Sant Julià de Vilatorta                     | 2.984           | Osona             | 25 de setembre de 2012 | [ 45 ]          |
| 30   | Ripoll                                      | 10.913          | Ripollès          | 25 de setembre de 2012 | [ 46 ]          |
| 31   | Manlleu                                     | 20.445          | Osona             | 25 de setembre de 2012 | [ 45 ]          |
| 32   | Vidreres                                    | 7.661           | Selva             | 25 de setembre de 2012 | [ 47 ]          |
| 33   | Igualada                                    | 39.191          | Anoia             | 25 de setembre de 2012 | [ 48 ]          |
| 34   | Sarrià de Ter                               | 4.714           | Gironès           | 25 de setembre de 2012 | [ 49 ]          |
| 35   | El Perelló                                  | 3.336           | Baix Ebre         | 25 de setembre de 2012 | [ 50 ]          |
| 36   | Vilafranca del Penedès                      | 38.785          | Alt Penedès       | 25 de setembre de 2012 | [ 51 ]          |
| 37   | Sant Julià de Ramis                         | 3.348           | Gironès           | 25 de setembre de 2012 | [ 52 ]          |
| 38   | Canet d'Adri                                | 609             | Gironès           | 25 de setembre de 2012 | [ 53 ]          |
| 39   | Deltebre                                    | 12.302          | Baix Ebre         | 26 de setembre de 2012 | [ 54 ]          |
| 40   | Tona                                        | 8.119           | Osona             | 26 de setembre de 2012 | [ 55 ]          |
| 41   | Prats de Lluçanès                           | 2.676           | Osona             | 26 de setembre de 2012 | [ 55 ]          |
| 42   | La Garriga                                  | 15.236          | Vallès Oriental   | 26 de setembre de 2012 | [ 56 ]          |
| 43   | L'Ametlla del Vallès                        | 8.111           | Vallès Oriental   | 26 de setembre de 2012 | [ 57 ]          |
| 44   | Porqueres                                   | 4.431           | Pla de l'Estany   | 26 de setembre de 2012 | [ 58 ]          |
| 45   | Sant Vicenç de Torelló                      | 2.049           | Osona             | 26 de setembre de 2012 | [ 55 ]          |
| 46   | Montblanc                                   | 7.354           | Conca de Barberà  | 26 de setembre de 2012 | [ 59 ]          |
| 47   | Esterri d'Àneu                              | 924             | Pallars Sobirà    | 26 de setembre de 2012 | [ 60 ]          |
| 48   | Arenys de Mar                               | 14.863          | Maresme           | 26 de setembre de 2012 | [ 61 ]          |
| 49   | Argençola                                   | 238             | Anoia             | 26 de setembre de 2012 | [ 62 ]          |
| 50   | La Vall d'en Bas                            | 2.888           | Garrotxa          | 26 de setembre de 2012 | [ 63 ]          |
| 51   | Alcarràs                                    | 8.350           | Segrià            | 27 de setembre de 2012 | [ 64 ]          |
| 52   | Les Borges del Camp                         | 2.146           | Baix Camp         | 27 de setembre de 2012 | [ 65 ]          |
| 53   | Jorba                                       | 820             | Anoia             | 27 de setembre de 2012 | [ 65 ]          |
| 54   | Fornells de la Selva                        | 2.380           | Gironès           | 27 de setembre de 2012 | [ 65 ]          |
| 55   | Linyola                                     | 2.712           | Pla d'Urgell      | 27 de setembre de 2012 | [ 66 ]          |
| 56   | Sant Antoni de Vilamajor                    | 5.555           | Vallès Oriental   | 27 de setembre de 2012 | [ 67 ]          |
| 57   | Sant Martí de Tous                          | 1.167           | Anoia             | 27 de setembre de 2012 | [ 68 ]          |
| 58   | Alella                                      | 9.570           | Maresme           | 27 de setembre de 2012 | [ 69 ]          |
| 59   | Cassà de la Selva                           | 9.789           | Gironès           | 27 de setembre de 2012 | [ 70 ]          |
| 60   | Palau-solità i Plegamans                    | 14.352          | Vallès Occidental | 27 de setembre de 2012 | [ 71 ]          |
| 61   | Canet de Mar                                | 14.072          | Maresme           | 27 de setembre de 2012 | [ 72 ]          |
| 62   | Collsuspina                                 | 347             | Osona             | 27 de setembre de 2012 | [ 73 ]          |
| 63   | Sant Esteve de Palautordera                 | 2.516           | Vallès Oriental   | 27 de setembre de 2012 | [ 74 ]          |
| 64   | Cardedeu                                    | 17.241          | Vallès Oriental   | 27 de setembre de 2012 | [ 68 ]          |
| 65   | Els Hostalets de Pierola                    | 2.827           | Anoia             | 27 de setembre de 2012 | [ 68 ]          |
| 66   | Bellvís                                     | 2.404           | Pla d'Urgell      | 27 de setembre de 2012 | [ 66 ]          |
| 67   | Puig-reig                                   | 4.347           | Berguedà          | 27 de setembre de 2012 | [ 68 ]          |
| 68   | Santa Eugènia de Berga                      | 2.294           | Osona             | 27 de setembre de 2012 | [ 73 ]          |
| 69   | Balaguer                                    | 16.877          | Noguera           | 27 de setembre de 2012 | [ 66 ]          |
| 70   | Casserres                                   | 1.595           | Berguedà          | 27 de setembre de 2012 | [ 68 ]          |
| 71   | Torrelles de Llobregat                      | 5.661           | Baix Llobregat    | 27 de setembre de 2012 | [ 68 ]          |
| 72   | Sant Celoni                                 | 16.949          | Vallès Oriental   | 27 de setembre de 2012 | [ 68 ]          |
| 73   | Les Borges Blanques                         | 6.034           | Garrigues         | 27 de setembre de 2012 | [ 75 ]          |
| 74   | Montgai                                     | 720             | Noguera           | 27 de setembre de 2012 | [ 76 ]          |
| 75   | Castelló d'Empúries                         | 11.885          | Alt Empordà       | 27 de setembre de 2012 | [ 77 ]          |
| 76   | Móra d'Ebre                                 | 5.699           | Ribera d'Ebre     | 27 de setembre de 2012 | [ 78 ]          |
| 77   | Flaçà                                       | 1.059           | Gironès           | 27 de setembre de 2012 | [ 68 ]          |
| 78   | Les Franqueses del Vallès                   | 18.693          | Vallès Oriental   | 27 de setembre de 2012 | [ 68 ]          |
| 79   | Fontcoberta                                 | 1.349           | Pla de l'Estany   | 27 de setembre de 2012 | [ 79 ]          |
| 80   | Santa Eulàlia de Ronçana                    | 6.921           | Vallès Oriental   | 27 de setembre de 2012 | [ 80 ]          |
| 81   | Vilassar de Dalt                            | 8.794           | Maresme           | 27 de setembre de 2012 | [ 9 ]           |
| 82   | Arsèguel                                    | 100             | Alt Urgell        | 27 de setembre de 2012 | [ 81 ]          |
| 83   | Bigues i Riells                             | 8.755           | Vallès Oriental   | 27 de setembre de 2012 | [ 82 ]          |
| 84   | L'Ametlla de Mar                            | 7.649           | Baix Ebre         | 28 de setembre de 2012 | [ 83 ]          |
| 85   | Sant Martí Sarroca                          | 3.197           | Alt Penedès       | 28 de setembre de 2012 | [ 84 ]          |
| 86   | Sant Joan de les Abadesses                  | 3.492           | Ripollès          | 28 de setembre de 2012 | [ 85 ]          |
| 87   | Espinelves                                  | 199             | Osona             | 28 de setembre de 2012 | [ 86 ]          |
| 88   | Llanars                                     | 561             | Ripollès          | 28 de setembre de 2012 | [ 87 ]          |
| 89   | Gallifa                                     | 204             | Vallès Occidental | 28 de setembre de 2012 | [ 88 ]          |
| 90   | Altafulla                                   | 4.776           | Tarragonès        | 29 de setembre de 2012 | [ 89 ]          |
| 91   | Arbúcies                                    | 6.713           | Selva             | 29 de setembre de 2012 | [ 90 ]          |
| 92   | Corbera de Llobregat                        | 14.064          | Baix Llobregat    | 2 d'octubre de 2012    | [ 91 ]          |
| 93   | Llançà                                      | 5.140           | Alt Empordà       | 3 d'octubre de 2012    | [ 92 ]          |
| 94   | Cercs                                       | 1.303           | Berguedà          | 3 d'octubre de 2012    | [ 93 ]          |
| 95   | Vilamaniscle                                | 171             | Alt Empordà       | 3 d'octubre de 2012    | [ 94 ]          |
| 96   | Calella                                     | 18.694          | Maresme           | 4 d'octubre de 2012    | [ 95 ]          |
| 97   | Viladamat                                   | 458             | Alt Empordà       | 4 d'octubre de 2012    | [ 96 ]          |
| 98   | Arnes                                       | 496             | Terra Alta        | 4 d'octubre de 2012    | [ 97 ] [ 98 ]   |
| 99   | Les Piles                                   | 219             | Conca de Barberà  | 5 d'octubre de 2012    | [ 91 ]          |
| 100  | Santa Bàrbara                               | 3.989           | Montsià           | 5 d'octubre de 2012    | [ 99 ]          |
| 101  | La Seu d'Urgell                             | 13.009          | Alt Urgell        | 8 d'octubre de 2012    | [ 98 ] [ 100 ]  |
| 102  | Puigcerdà                                   | 8.802           | Cerdanya          | 8 d'octubre de 2012    | [ 98 ] [ 100 ]  |
| 103  | Vilanova i la Geltrú                        | 66.905          | Garraf            | 8 d'octubre de 2012    | [ 98 ] [ 101 ]  |
| 104  | Hostalric                                   | 4.030           | Selva             | 8 d'octubre de 2012    | [ 98 ] [ 100 ]  |
| 105  | Sallent                                     | 6.892           | Bages             | 8 d'octubre de 2012    | [ 98 ]          |
| 106  | Lladó                                       | 713             | Alt Empordà       | 8 d'octubre de 2012    | [ 102 ]         |
| 107  | Castellfollit de la Roca                    | 1.002           | Garrotxa          | 9 d'octubre de 2012    | [ 103 ]         |
| 108  | Miravet                                     | 770             | Ribera d'Ebre     | 9 d'octubre de 2012    | [ 104 ]         |
| 109  | Olost                                       | 1.191           | Osona             | 9 d'octubre de 2012    | [ 105 ]         |
| 110  | Sant Hilari Sacalm                          | 5.724           | Selva             | 10 d'octubre de 2012   | [ 106 ]         |
| 111  | Artés                                       | 5.575           | Bages             | 10 d'octubre de 2012   | [ 107 ]         |
| 112  | Alpens                                      | 302             | Osona             | 10 d'octubre de 2012   | [ 108 ]         |
| 113  | Torroella de Montgrí                        | 11.385          | Baix Empordà      | 11 d'octubre de 2012   | [ 109 ]         |
| 114  | Ivars d'Urgell                              | 1.702           | Pla d'Urgell      | 11 d'octubre de 2012   | [ 110 ]         |
| 115  | Taradell                                    | 6.181           | Osona             | 11 d'octubre de 2012   | [ 111 ]         |
| 116  | Cervera                                     | 9.390           | Segarra           | 11 d'octubre de 2012   | [ 112 ]         |
| 117  | Riudarenes                                  | 2.183           | Selva             | 11 d'octubre de 2012   | [ 113 ] [ 114 ] |
| 118  | Sant Pere de Vilamajor                      | 4.256           | Vallès Oriental   | 12 d'octubre de 2012   | [ 115 ]         |
| 119  | Avià                                        | 2.245           | Berguedà          | 12 d'octubre de 2012   | [ 116 ]         |
| 120  | El Brull                                    | 249             | Osona             | 15 d'octubre de 2012   | [ 117 ]         |
| 121  | Breda                                       | 3.781           | Selva             | 15 d'octubre de 2012   | [ 118 ]         |
| 122  | Roda de Ter                                 | 6.151           | Osona             | 16 d'octubre de 2012   | [ 117 ] [ 119 ] |
| 123  | Mieres                                      | 335             | Garrotxa          | 16 d'octubre de 2012   | [ 120 ]         |
| 124  | Sant Pere de Riudebitlles                   | 2.382           | Alt Penedès       | 17 d'octubre de 2012   | [ 117 ] [ 121 ] |
| 125  | El Masnou                                   | 22.523          | Maresme           | 18 d'octubre de 2012   | [ 117 ] [ 122 ] |
| 126  | Santa Coloma de Farners                     | 12.305          | Selva             | 22 d'octubre de 2012   | [ 123 ]         |
| 127  | Santa Eulàlia de Riuprimer                  | 1.123           | Osona             | 22 d'octubre de 2012   | [ 124 ]         |
| 128  | Vilobí d'Onyar                              | 3.031           | Selva             | 25 d'octubre de 2012   | [ 125 ]         |
| 129  | Molins de Rei                               | 24.572          | Baix Llobregat    | 25 d'octubre de 2012   | [ 126 ]         |
| 130  | Tordera                                     | 15.974          | Maresme           | 25 d'octubre de 2012   | [ 127 ]         |
| 131  | Olot                                        | 33.725          | Garrotxa          | 25 d'octubre de 2012   | [ 128 ]         |
| 132  | Moià                                        | 5.730           | Bages             | 25 d'octubre de 2012   | [ 129 ]         |
| 133  | Santa Cristina d'Aro                        | 5.066           | Baix Empordà      | 25 d'octubre de 2012   | [ 130 ]         |
| 134  | Sant Carles de la Ràpita                    | 15.338          | Montsià           | 25 d'octubre de 2012   | [ 131 ]         |
| 135  | Agramunt                                    | 5.653           | Urgell            | 25 d'octubre de 2012   | [ 132 ]         |
| 136  | Sant Pere Pescador                          | 2.108           | Alt Empordà       | 26 d'octubre de 2012   | [ 133 ]         |
| 137  | L'Aldea                                     | 4.513           | Baix Ebre         | 29 d'octubre de 2012   | [ 134 ]         |
| 138  | Amposta                                     | 21.445          | Montsià           | 29 d'octubre de 2012   | [ 135 ]         |
| 139  | Folgueroles                                 | 2.229           | Osona             | 29 d'octubre de 2012   | [ 136 ]         |
| 140  | Perafita                                    | 400             | Osona             | 29 d'octubre de 2012   | [ 137 ]         |
| 141  | Torelló                                     | 13.931          | Osona             | 29 d'octubre de 2012   | [ 138 ]         |
| 142  | Almoster                                    | 1.362           | Baix Camp         | 29 d'octubre de 2012   | [ 139 ]         |
| 143  | Santa Maria de Palautordera                 | 9.097           | Vallès Oriental   | 29 d'octubre de 2012   | [ 140 ]         |
| 144  | Montesquiu                                  | 901             | Osona             | 30 d'octubre de 2012   | [ 141 ]         |
| 145  | Piera                                       | 14.867          | Anoia             | 30 d'octubre de 2012   | [ 142 ]         |
| 146  | Oliana                                      | 1.942           | Alt Urgell        | 31 d'octubre de 2012   | [ 143 ]         |
| 147  | La Jonquera                                 | 3.094           | Alt Empordà       | 31 d'octubre de 2012   | [ 144 ]         |
| 148  | Sant Quirze de Besora                       | 2.201           | Osona             | 1 de novembre de 2012  | [ 141 ]         |
| 149  | L'Albagés                                   | 449             | Garrigues         | ? de novembre de 2012  | [ 145 ]         |
| 150  | Viladrau                                    | 1.102           | Osona             | 5 de novembre de 2012  | [ 146 ]         |
| 151  | Tiana                                       | 7.973           | Maresme           | 6 de novembre de 2012  | [ 147 ]         |
| 152  | Santpedor                                   | 7.185           | Bages             | 6 de novembre de 2012  | [ 148 ]         |
| 153  | L'Espluga Calba                             | 430             | Garrigues         | 6 de novembre de 2012  | [ 145 ]         |
| 154  | Alcanar                                     | 10.601          | Montsià           | 6 de novembre de 2012  | [ 149 ]         |
| 155  | Tagamanent                                  | 314             | Vallès Oriental   | 7 de novembre de 2012  | [ 150 ]         |
| 156  | Cabra del Camp                              | 1.152           | Alt Camp          | 8? de novembre de 2012 | [ 151 ]         |
| 157  | Cardona                                     | 5.116           | Bages             | 8 de novembre de 2012  | [ 152 ]         |
| 158  | Serinyà                                     | 1.117           | Pla de l'Estany   | 13 de novembre de 2012 | [ 153 ]         |
| 159  | Torredembarra                               | 15.461          | Tarragonès        | 15 de novembre de 2012 | [ 154 ]         |
| 160  | Teià                                        | 6.162           | Maresme           | 22 de novembre de 2012 | [ 155 ]         |
| 161  | Ribes de Freser                             | 1.941           | Ripollès          | 26 de novembre de 2012 | [ 156 ]         |
| 162  | La Cellera de Ter                           | 2.105           | Selva             | 26 de novembre de 2012 | [ 157 ]         |
| 163  | La Granada                                  | 1.995           | Alt Penedès       | 27 de novembre de 2012 | [ 158 ]         |
| 164  | Sant Vicenç de Castellet                    | 9.126           | Bages             | 28 de novembre de 2012 | [ 159 ]         |
| 165  | Navarcles                                   | 5.965           | Bages             | 28 de novembre de 2012 | [ 160 ]         |
| 166  | Viladecavalls                               | 7.376           | Vallès Occidental | 29 de novembre de 2012 | [ 161 ]         |
| 167  | Sant Hipòlit de Voltregà                    | 3.547           | Osona             | 29 de novembre de 2012 | [ 162 ]         |
| 168  | Vilassar de Mar                             | 19.840          | Maresme           | 29 de novembre de 2012 | [ 163 ]         |
| 169  | Gironella                                   | 5.083           | Berguedà          | 4 de desembre de 2012  | [ 164 ]         |
| 170  | Girona                                      | 96.722          | Gironès           | 10 de desembre de 2012 | [ 165 ] [ 166 ] |
| 171  | La Vilella Baixa                            | 210             | Priorat           | 18 de desembre de 2012 | [ 167 ]         |
| 172  | Puigdàlber                                  | 525             | Alt Penedès       | 19 de desembre de 2012 | [ 168 ]         |
| 173  | Llinars del Vallès                          | 9.293           | Vallès Oriental   | 20 de desembre de 2012 | [ 169 ]         |
| 174  | Rellinars                                   | 738             | Vallès Occidental | 20 de desembre de 2012 | [ 170 ]         |
| 175  | Riudoms                                     | 6.466           | Baix Camp         | 20 de desembre de 2012 | [ 171 ]         |
| 176  | Campins                                     | 480             | Vallès Oriental   | 8 de gener de 2013     | [ 172 ]         |
| 177  | La Coma i la Pedra                          | 274             | Solsonès          | 5 de febrer de 2013    | [ 173 ]         |
| 178  | Arbeca                                      | 2.493           | Garrigues         | 22 de febrer de 2013   | [ 174 ]         |
| 179  | Caldes de Montbui                           | 17.186          | Vallès Oriental   | 28 de febrer de 2013   | [ 175 ]         |
| 180  | Darnius                                     | 528             | Alt Empordà       | 1 de març de 2013      | [ 176 ]         |
| 181  | Matadepera                                  | 8.584           | Vallès Occidental | 25 de març de 2013     | [ 177 ]         |

### Mapa

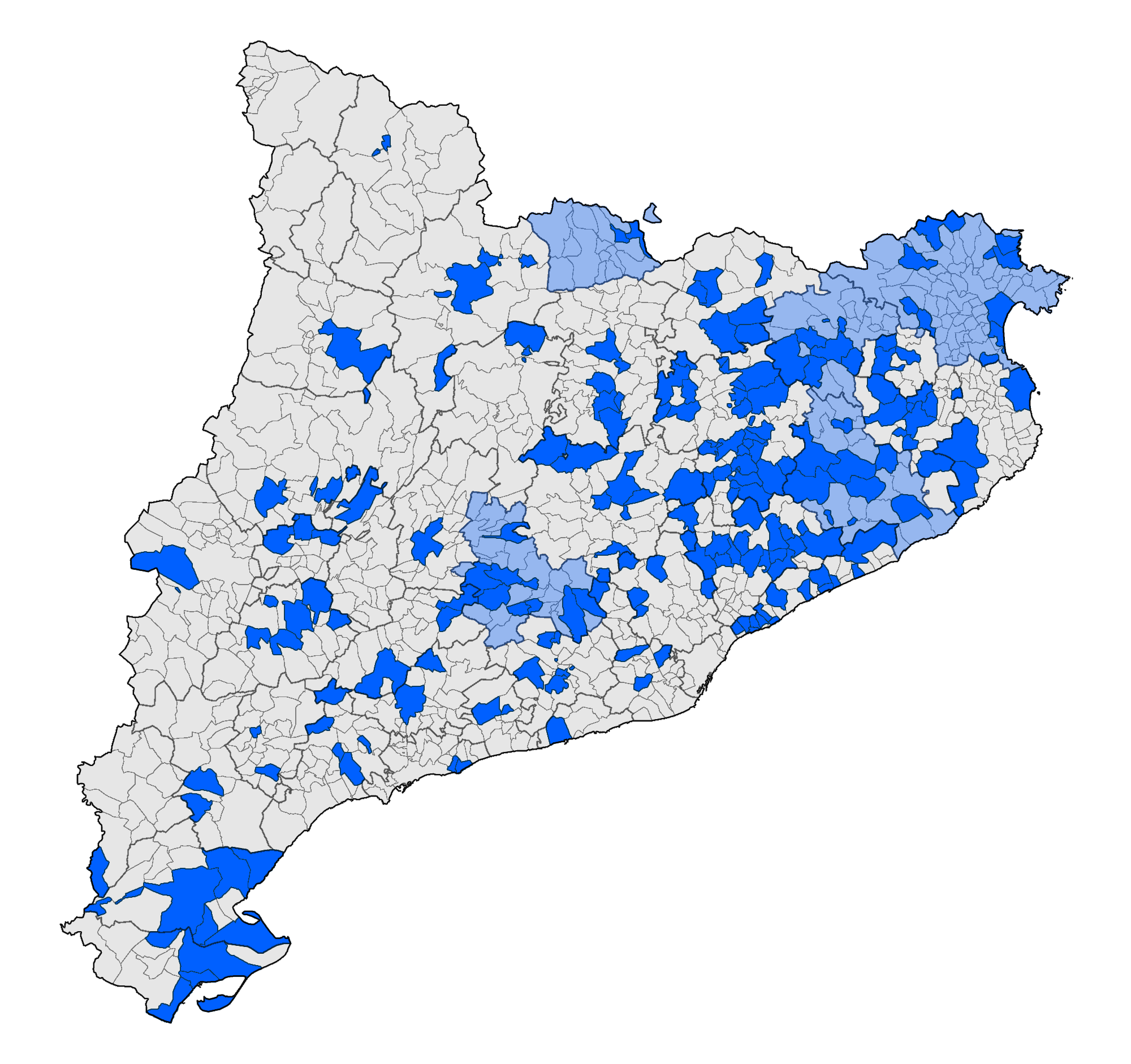
Mapa dels municipis (blau fosc) i les comarques (blau clar) catalans que fins ara s'han declarat «territori català lliure»

### Consells comarcals
| Núm. | Consell comarcal | Població (2011) | Àmbit funcional territorial | Data de declaració     | Referències |
| ---- | ---------------- | --------------- | --------------------------- | ---------------------- | ----------- |
| 1    | Garrotxa         | 55.597          | Comarques gironines         | 11 d'octubre de 2012   | [ 13 ]      |
| 2    | Selva            | 172.280         | Comarques gironines         | 17 d'octubre de 2012   | [ 178 ]     |
| 3    | Anoia            | 118.509         | Penedès                     | 27 de novembre de 2012 | [ 179 ]     |
| 4    | Cerdanya         | 18.783          | Alt Pirineu i Aran          | 3 de desembre de 2012  | [ 180 ]     |
| 5    | Alt Empordà      | 140.428         | Comarques gironines         | 11 de desembre de 2012 | [ 181 ]     |